# Hot Water Music
Pour les articles homonymes, voir HWM.
Hot Water Music (HWM) est un groupe de punk rock originaire de Gainesville, en Floride.

## Biographie

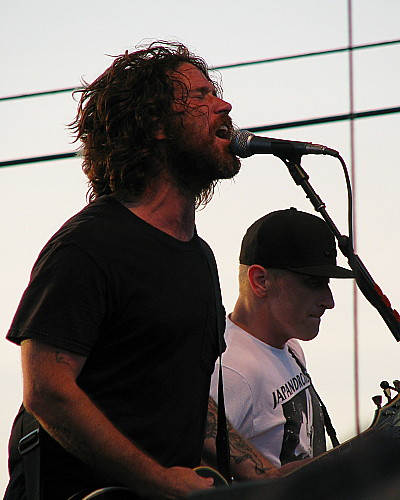
Hot Water Music au Summer Stage d'Asbury Park, le 22 juin 2013.

Hot Water Music est formé en 1993. Leur nom provient du roman éponyme de Charles Bukowski. Le quatuor est longtemps l'un des fers de lance de la scène punk dite « de Gainesville ». Après avoir sorti deux EP et un album, les Hot Water Music se séparent brièvement 1996, pour se reformer aussitôt. En 2001, ils quittent No Idea Records qui avait publié leurs albums précédents pour rejoindre Epitaph qui se charge de commercialiser leurs trois albums suivants. Ils collaborent toutefois avec plusieurs autres groupes (notamment Alkaline Trio) et labels pour des EP et des split CD.
En 2005, le groupe décide de faire une pause d'une durée indéfinie à la suite du départ de Chuck Ragan. L'année suivante la séparation du groupe est officialisée et entérinée par la sortie de l'album In a Million Pieces de The Draft, groupe composé des trois autres membres, complétés par Todd Rockhill.
Toutefois le groupe se reforme en 2007, se produit dans divers festivals et tournées et sort, sur No Idea Records, le label de ses débuts, plusieurs EP live ainsi qu'un EP Split en compagnie de The Bouncing Souls. Un album intitulé Exister est annoncé pour le 15 mai 2012. En 2008 sort sur No Idea Records une compilation de morceaux rares et de faces B intitulée Til The Wheels Fall Off. Le 5 novembre 2008, Hot Water Music annonce trois concerts entre fin janvier et début février. Le groupe effectue son retour lors d'un « concert secret » au Common Grounds dans leur ville natale de Gainesville, en Floride, le 18 janvier 2008. Ils jouent en tête d'affiche sur l'Eastpak Core Stage du festival Groezrock à Meerhout, en Belgique, le 9 mai 2008.
En 2009, ils jouent à Atlanta au Masquerade, une tournée des légendaire Naked Raygun puis à quelques concerts en novembre et décembre. Le 15 juin 2009, le batteur George Rebelo se joint à Against Me!.
En 2010, le groupe joue au Punk Rock Bowling Festival 2010 à Las Vegas, dans le Nevada avec NOFX, Against Me! et Fucked Up.
Ils tournent aussi en Australie avec The Bouncing Souls et Dave Hause en décembre 2010. Jason Black jouera de la basse au groupe du New Jersey Senses Fail entre 2008 et 2012 avec Matt Smith de Strike Anywhere. Le groupe travaillera sur un nouvel album pour le label Rise records intitulé The Fire, The Steel, The Tread/Up to Nothing.
Le 23 janvier 2012, le groupe annonce un nouvel album avec Bill Stevenson à la production. Le 8 février 2012, l'album est en session de mixage audio. Il s'intitule Exister et est publié le 15 mai.
Après la sortie en 2017 de leur album Light It Up, Wollard annonce qu'il faut une pause afin de se consacrer à sa santé. Le groupe continue les concerts déjà prévus avec Chris Cresswell du groupe The Flatliners et Chris DeMakes du groupe Less Than Jake. Cresswell remplacera également Wollard lors de la tournée organisée pour le 25e anniversaire du groupe en 2019.
Même si Wollard ne joue plus lors des concerts, il participe toujours à l'écriture, la composition et l'enregistrement des albums (par exemple sur l'EP de 2019, Shake Up The Shadows). Cresswell rejoint le groupe pour faire les chœurs. En 2021, le groupe signe avec Equal Vision Records pour leur 9e album Feel The Void. Il s'agit du premier album où Chris Cresswell fait partie du groupe de façon permanente et chante sur le morceau  "Turn the Dial."

## Membres
- Chuck Ragan - chant, guitare (1993-2005, depuis 2007)
- Chris Wollard - chant, guitare (1993-2005, depuis 2007)
- Jason Black - basse (1993-2005, depuis 2007)
- George Rebelo - batterie (1993-2005, depuis 2007
- Chris Cresswell – guitare, chant (depuis 2017)

## Discographie

### Albums studio
- 1997 : Fuel for the Hate Game (ToyBox Records / No Idea Records)
- 1997 : Forever and Counting (Doghouse Records /  réimpression Rise Records en 2012/2013)
- 1999 : No Division (Some Records 1999, No Idea Records 2007)
- 2001 : A Flight and a Crash (Epitaph Europe Records / No Idea Records)
- 2002 : Caution (Epitaph Records, No Idea Records)
- 2004 : The New What Next (Epitaph Records, No Idea Records)
- 2012 : Exister[12] (Rise Records)
- 2017: Light It Up (Rise Records)
- 2022: Feel the void (Equal Vision Records / End Hits Records)
- 2024: VOWS (End Hits Records)

### Compilations
- 1995 : Finding the Rhythms
- 2001 : Never Ender
- 2008 : Till the Wheels Fall Off

### Albums live
- 1999 : Live at the Hardback
- 2013 : Live in Chicago[13]

### EP et splits
- 1995 : Push for Coin
- 1995 : Eating the Filler
- 1995 : Split with Swivel Stick
- 1997 : Split with Tomorrow
- 1998 : You Can Take the Boy Out of Bradenton
- 1998 : Split with Clairmel
- 1998 : F State Revisited 7" (split avec Screaming Fat Rat)
- 1998 : Split avec Six Going on Seven
- 1998 : Split with Rydell 7" - Scene Police / Ignition
- 1998 : 403 Chaos Comp: Florida Fucking Hardcore
- 1999 : Moments Pass
- 1999 : Where We Belong'
- 1999 : Moonpies for Misfits
- 1999 : YO Split Series, Vol. 1 (split avec Leatherface)
- 2002 : Split avec Alkaline Trio
- 2002 : Colors, Words, and Dreams (split avec The Casket Lottery)
- 2003 : Split avec Muff Potter
- 2010 : Live in Chicago No. 1
- 2010 : Live in Chicago No. 2
- 2010 : Live in Chicago No. 3
- 2010 : Live in Chicago No. 4
- 2011 : Split avec The Bouncing Souls
- 2011 : Live in Chicago No. 5
- 2011 : Live in Chicago No. 6
- 2011 : The Fire, The Steel, The Tread/Adds Up to Nothing
- 2012 : Drag My Body

### Clips
- 2001 : Paper Thin
- 2002 : Remedy
- 2012 : State of Grace
- 2013 : Drag My Body